# Bellorchestia pravidactyla
Bellorchestia pravidactyla is een vlokreeftensoort uit de familie van de Talitridae. De wetenschappelijke naam van de soort is voor het eerst geldig gepubliceerd in 1880 door Haswell.